# Ulrike Eleonore Reventlow
Ulrike Eleonore Reventlow (1. januar 1690 – 12. september 1754) var datter af den adelige storkansler greve Conrad Reventlow til Clausholm og søster til Frederik 4.s dronning Anna Sophie Reventlow.
Hun ægtede Ferdinand Anton Danneskiold-Laurvig den 20. december 1713. 1747 modtog hun ordenen l'union parfaite.